# Otsuki Hiroshi
Hiroshi Otsuki (sinh ngày 23 tháng 4 năm 1980) là một cầu thủ bóng đá người Nhật Bản.

## Sự nghiệp câu lạc bộ
Hiroshi Otsuki đã từng chơi cho Kyoto Purple Sanga và Sagawa Printing.